# آن در اینگل‌ساید
آن شرلی در اینگل ساید (به انگلیسی: Anne of Ingleside) نام ششمین جلد از مجموعه داستان‌های آن شرلی اثر لوسی ماد مونتگمری است.

## خلاصه داستان
این بار آن شرلی از خانهٔ رؤیاها به اینگل ساید نقل مکان می‌کند. او یک پسر به نام جم دارد و در اینگل ساید دیگر فرزندانش، نن و دای که دوقلو‌اند، والتر، شرلی و برتاماریلا، ملقب به ریلا را به دنیا می‌آورد و داستان‌های جالبی رخ می‌دهد حتی یک بار آن به گیلبرت شک می کند و رفتارهای عجیبی از او سر می‌زند...

## مجموعه کتابهای آن شرلی
1. آن در گرین گیبلز (Anne of Green Gables - ۱۹۰۸)
2. آن در اونلی (Anne of Avonlea - ۱۹۰۹)
3. آن در جزیره (Anne of the Island - ۱۹۱۵)
4. آن در خانه رؤیاها (Anne's House of Dreams - ۱۹۱۷)
5. آن در ویندی پاپلز (Anne of Windy Poplars - ۱۹۳۶)
6. آن در اینگل ساید (Anne of Ingleside - ۱۹۳۹)

کتابهای زیر راجع به بچه های آن و یا دیگر دوستان خانودگی‌شان است. آن در این کتابها حضور دارد اما نقش کمتری بر عهده دارد:
1. درهٔ رنگین کمان (Rainbow Valley - ۱۹۱۹)
2. ریلا در اینگل ساید (Rilla of Ingleside - ۱۹۲۱)
3. از بلیتسها نقل شده است (The Blythes Are Quoted - ۲۰۰۹)[۱]